# 사카와정
사카와정(일본어: 佐川町)은 일본 고치현 중서부에 있는 다카오카군의 정이다.

## 지리
고치현 중서부, 니요도강의 지류인 야나세강가에 열려 있는 분지 지역이다. 국도 33호선이 동서로, JR 도산선이 동쪽에서 남쪽으로 지난다.

### 인접한 자치체
- 스사키시
- 도사시
- 다카오카군 쓰노정, 오치정, 히다카촌

## 역사
동굴 유적이 있는 것으로 보아 석기 시대에 사람이 살았다고 여겨진다. 에도 시대에는 도사번 가로인 후카오씨의 성시(조카마치)로 번창하였다.
- 1889년 4월 1일 - 정촌제 시행으로 사카와촌이 단독으로 자치체를 형성하였다.
- 1900년 1월 10일 - 정으로 승격해 사카와정이 되었다.
- 1954년 3월 20일 - 도가노촌, 오가와촌, 구로이와촌을 합병해 새로운 사카와정(2차)이 성립하였다.
- 1955년 2월 10일 - 히카타촌의 일부, 가모촌의 일부를 편입하였다.
- 1958년 4월 1일 - 구 오가와촌의 일부가 오치정에 편입되었다.

## 경제
주요 산업은 농업, 임업, 주조(酒造) 제조업이다.

## 교통

### 철도
- 시코쿠 여객철도 도산선

### 도로
- 국도 제33호선
- 국도 제494호선

## 자매 도시
- 일본 홋카이도 기타미시
- 일본 돗토리현 난부정